# Erythrophyllum campylopyxis
Erythrophyllum campylopyxis là một loài Rêu trong họ Pottiaceae. Loài này được (Müll. Hal.) Hilp. mô tả khoa học đầu tiên năm 1933.